# Publius Cominius Clemens
Publius Cominius Clemens (vollständige Namensform Publius Cominius Publi filius Claudia Clemens) war ein im 2. Jahrhundert n. Chr. lebender Angehöriger des römischen Ritterstandes (Eques). Durch drei Inschriften sind einzelne Stationen seiner Laufbahn bekannt.
Die militärische Laufbahn von Clemens, die aus den für einen Angehörigen des Ritterstandes üblichen Tres militiae bestand, ist durch eine Inschrift, die in Concordia Sagittaria gefunden wurde und die auf 167/200 datiert wird, belegt. Als erstes erhielt er vom Kaiser sein Staatspferd (honorato equo publico). Danach übernahm er als Präfekt die Leitung der Cohors V Lingonum, die in der Provinz Dacia Porolissensis stationiert war. Im Anschluss wurde er Tribunus militum in der Legio II Adiutrix pia fidelis, die ihr Hauptlager in Aquincum in der Provinz Pannonia inferior hatte. Mit dieser Legion nahm er am Partherkrieg des Lucius Verus teil und erhielt für seine Leistungen zwei militärische Auszeichnungen: eine Corona muralis sowie eine Hasta pura. Als dritte Stufe folgte das Kommando als Präfekt der Ala I singularium civium Romanorum, die in Raetia stationiert war.
Nach seiner militärischen Karriere übernahm Clemens zivile Funktionen in der Verwaltung; die einzelnen Ämter sind durch zwei weitere Inschriften, die in Concordia Sagittaria bzw. in Aquileia gefunden wurden und die auf 180/190 bzw. auf 186/190 datiert werden, belegt. Zunächst war er als Procurator Augusti mit der Verwaltung der Erbschaftssteuer (XX hereditatium) in der Provinz Hispania citerior betraut. Danach war er für die Gladiatorenschulen in Norditalien zuständig (procurator Augusti ad familias gladiatorias Transpadanam bzw. per Italiam); beide Posten waren mit einem Jahreseinkommen von 60.000 Sesterzen verbunden. Im Anschluss wurde er Subpraefectus annonae in Rom und danach Procurator Augusti in der Provinz Dacia Apulensis; beide Ämter waren mit einem Jahreseinkommen von 100.000 Sesterzen verbunden. Als Nächstes folgten Positionen, die mit einem Jahreseinkommen von 200.000 Sesterzen verbunden waren: er war nacheinander Procurator Augusti in der Provinz Lusitania, Procurator Augusti der Erbschaftssteuer in Rom sowie praepositus a censibus, ebenfalls in Rom. Den Höhepunkt seiner Karriere erreichte er als Präfekt der in Italien stationierten Hauptflotten (praefecto classium praetoriarum Misenensis et Ravennatis).
Clemens war in der Tribus Claudia eingeschrieben. Er stammte wahrscheinlich aus Concordia Sagittaria, wo auch zwei der Inschriften gefunden wurden. Die Inschrift aus Aquileia wurde durch seine Frau Desticia Plotina errichtet, der Tochter von Titus Desticius Iuba. Clemens war in seiner Heimatstadt Pontifex und darüber hinaus Patron in Concordia, Aquileia, Parma und Venafrum. 